# اوریبیا (اسطوره‌شناسی)
اوریبیا (انگلیسی: Eurybia) دختر پونتوس (اسطوره) و گایا (اسطوره) بود، همسر کریوس، تیتان (اسطوره یونان)، و مادر آسترائوس، پرسس (تیتان)، و پالاس (تیتان) بود.